# SIGG
Die SIGG Switzerland Bottles AG ist ein Trinkflaschen-Produzent und gilt auf dem Gebiet der Aluminium-Trinkflaschen als globaler Marktführer. Das Unternehmen hat seinen Hauptsitz im schweizerischen Frauenfeld, ist aber seit 2016 im Besitz einer chinesischen Gesellschaft. Die Flaschen aus Aluminium werden in der Schweiz hergestellt, jene aus rostfreiem Stahl 18/8 und Glas in China, die aus Polypropylen in Deutschland. Die Aluminiumflasche ist durch ihre Form weltweit bekannt und wurde in die permanente Kollektion des Museum of Modern Art in New York aufgenommen.

## Geschichte
Das Unternehmen wurde 1908 von Ferdinand Sigg und Xaver Küng unter dem Namen Küng, Sigg & Cie. in Biel gegründet. Der Produktrahmen umfasste Freizeitartikel, Kochgeschirr und Elektrogeräte. Um 1910 wurde die heute noch bekannte «Wanderflasche» entworfen. 1916 zog das Unternehmen an den heutigen Sitz in Frauenfeld. Es produzierte unter anderem den Schnellkochtopf «Flex-Sil».
1936 wurde das Unternehmen von der Aluminiumwarenfabrik Gontenschwil AG unter der Leitung von Heinrich Alfred Gautschi übernommen. SIGG war zu diesem Zeitpunkt der grösste Inlandskunde der Alu Menziken. Zu dieser Zeit war der Dampftopf «Arta-Pot» eines der verbreitetsten Produkte von SIGG und wurde unter anderem auf der ersten Himalaja-Expedition von Norman Dyhrenfurth eingesetzt.
Während der achtziger Jahre produzierte SIGG Aluminiumflaschen für Benzintransport und -lagerung und wurde auch unter Wanderern und anderen Ausübern von Freizeitaktivitäten in der Natur sehr bekannt. Heutzutage stellt SIGG keine Flaschen für Benzinlagerung mehr her.
Seit 1998 konzentriert sich SIGG auf das Geschäft mit Trinkflaschen. Ausser den klassischen Produkten in rot und blau setzt das Unternehmen in der jüngeren Vergangenheit auch auf von bekannten Designern wie Keith Haring gestaltete Produkte und bietet eine erweiterte Kollektion von Designs und Materialien.
Ab November 2003 befand sich SIGG im Besitz der US-amerikanischen Private-Equity-Gesellschaft The Riverside Company, von welcher sie Ende Februar 2016 für 16 Millionen Schweizer Franken an die chinesische Haers Vacuum Containers verkauft wurde.

## Produkte

### Aluminiumflaschen
Die SIGG-Flaschen werden aus einem Stück Rohaluminium, einer Ronde, fliessgepresst. So entsteht eine gleichmässig dünne zylindrische Flaschenwandung ohne Nähte, der plane Boden benötigt etwas mehr Wandstärke. Die Verjüngung des Halses und das Innengewinde werden durch Drücken erzeugt. Die Flaschen werden innen und aussen gereinigt und danach mit einem geschmacksneutralen Lack besprüht, der dann eingebrannt wird. Der stopfenförmige Schraubverschluss aus Kunststoff dichtet mittels eines Silikonrings und hat eine grosse ausgerundete Querbohrung, die zum Tragen der Flasche mit einem Finger, Aufhängen oder Sichern mit einem Karabiner oder einer Schnurschlinge dient.
Die leichten Aluminiumflaschen sind bruchfest, gas- und lichtdicht. Die Innenbeschichtung ist flexibel und bricht nicht bei Verformungen. SIGG-Flaschen wurden vom Backpacker-Magazin die «weltweit härteste Wasserflasche» genannt. SIGG-Flaschen sind auch für Getränke mit Kohlensäure geeignet. Aluminium hat eine hohe Wärmeleitfähigkeit. Die Wände der Flaschen sind dünn, sie schützen daher den Inhalt nicht vor dem kalt- oder warmwerden. Dafür verkauft SIGG Isolierhüllen, die auch die Flaschen vor Stössen schützen.
Alle SIGG-Flaschen, die nach 2008 hergestellt wurden, haben den «EcoCare» Liner, der laut SIGG bisphenol-A-frei und phthalat-frei ist.

### Edelstahlflaschen
Seit 2013 produziert SIGG doppelwandige Flaschen aus rostfreiem Stahl mit Vakuum-Isolierung, um Getränke längere Zeit warm oder kalt zu halten. Dieses Material benötigt keine Innenbeschichtung, denn es bildet eine passivierende Schicht aus Chromoxid aus.

### Polypropylenflaschen
Im April 2014 begann SIGG mit der Herstellung von Flaschen aus wiederverwertbarem Polypropylen. Laut Sigg werden die Flaschen in Deutschland hergestellt und sind BPA-frei. Die Produktion solle zudem unter den gleichen ökologischen Bedingungen stattfinden wie die der Aluminiumflaschen.

### Glasflaschen
Seit 2015 wird eine Glasflasche angeboten. Diese doppelwandige Flasche mit WMB-Verschluss (Wide Mouth Bottle) besteht aus hitzebeständigem Borosilikatglas. Sie besitzt zwei abnehmbare Silikon-Elemente. Ein Griff am Körper und einer am Standfuss (mit schockabsorbierenden Lamellen) schützen die Finger und sorgen dafür, dass die Flasche beim Absetzen und auch bei leichten Stössen nicht kaputt geht. Der Aufbau aus zwei getrennten Glaswänden sorgt für die Isolation der Getränke, wodurch kalte Flüssigkeiten kühl bleiben (bis zu zwei Stunden) und heisse Getränke warm bleiben (bis zu einer Stunde). Ausserdem kann die Flasche auch bei heissem Inhalt problemlos angefasst werden, und an der Aussenwand bildet sich bei kaltem Inhalt kein Kondenswasser. Die Flüssigkeiten kommen nur mit Glas und rostfreiem Stahl in Kontakt. Alle verwendeten Materialien der Flasche sind BPA- und BPS-frei.
Das Sortiment wurde im Jahr 2017 um einwandige Borosilikat-Trinkflaschen erweitert. Die «Star»-Trinkflasche ist ummantelt mit einer weichen Silikonhülle, welche gleichzeitig als Stossschutz dient. Der Deckel ist mit einer einfachen Drehung zu öffnen.

## Design
SIGG ist weltweit bekannt für die Designs der Flaschen. Jedes Jahr präsentiert SIGG neue Designs für die Kollektionen, die von verschiedenen Designern erstellt sind.

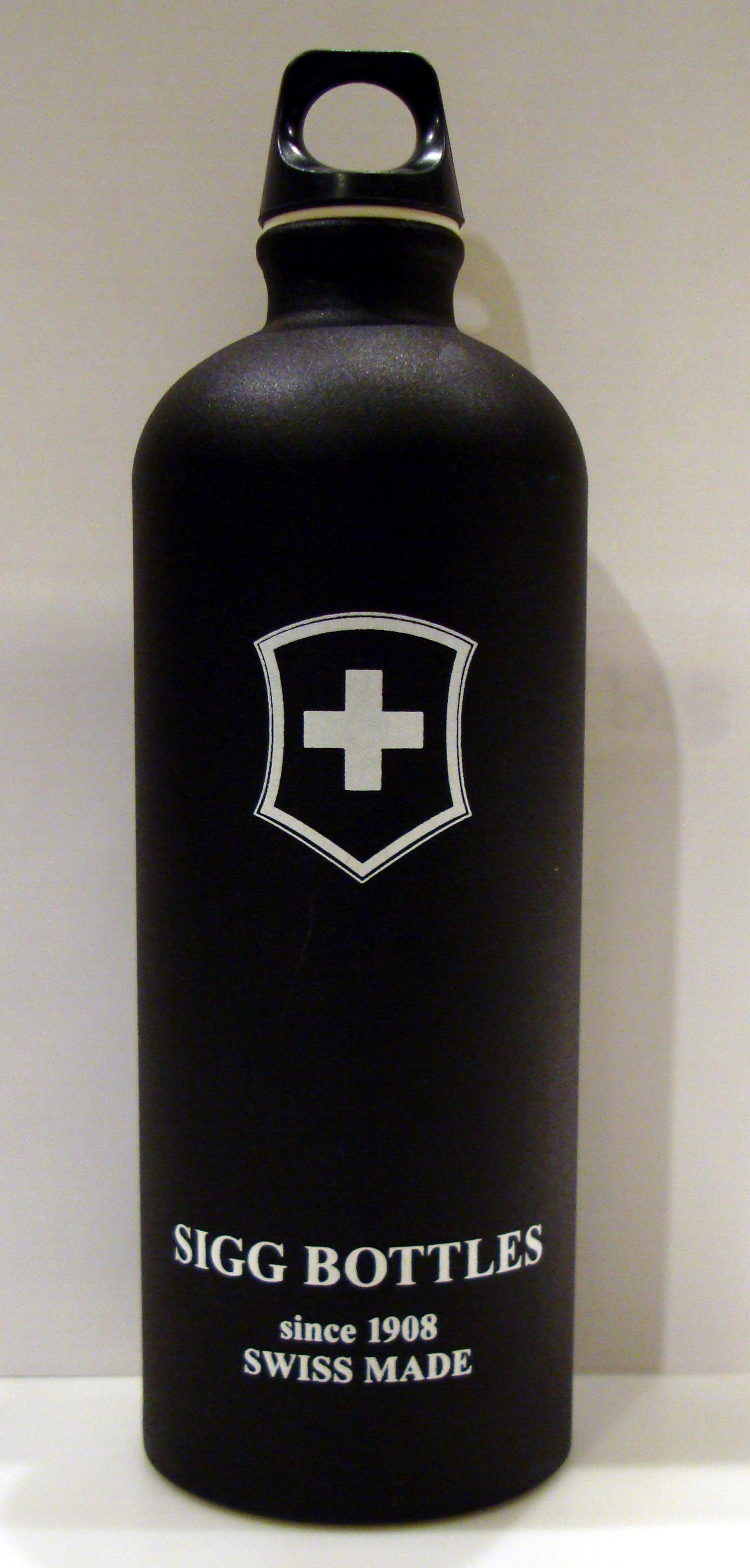
Flasche mit Firmenaufdruck
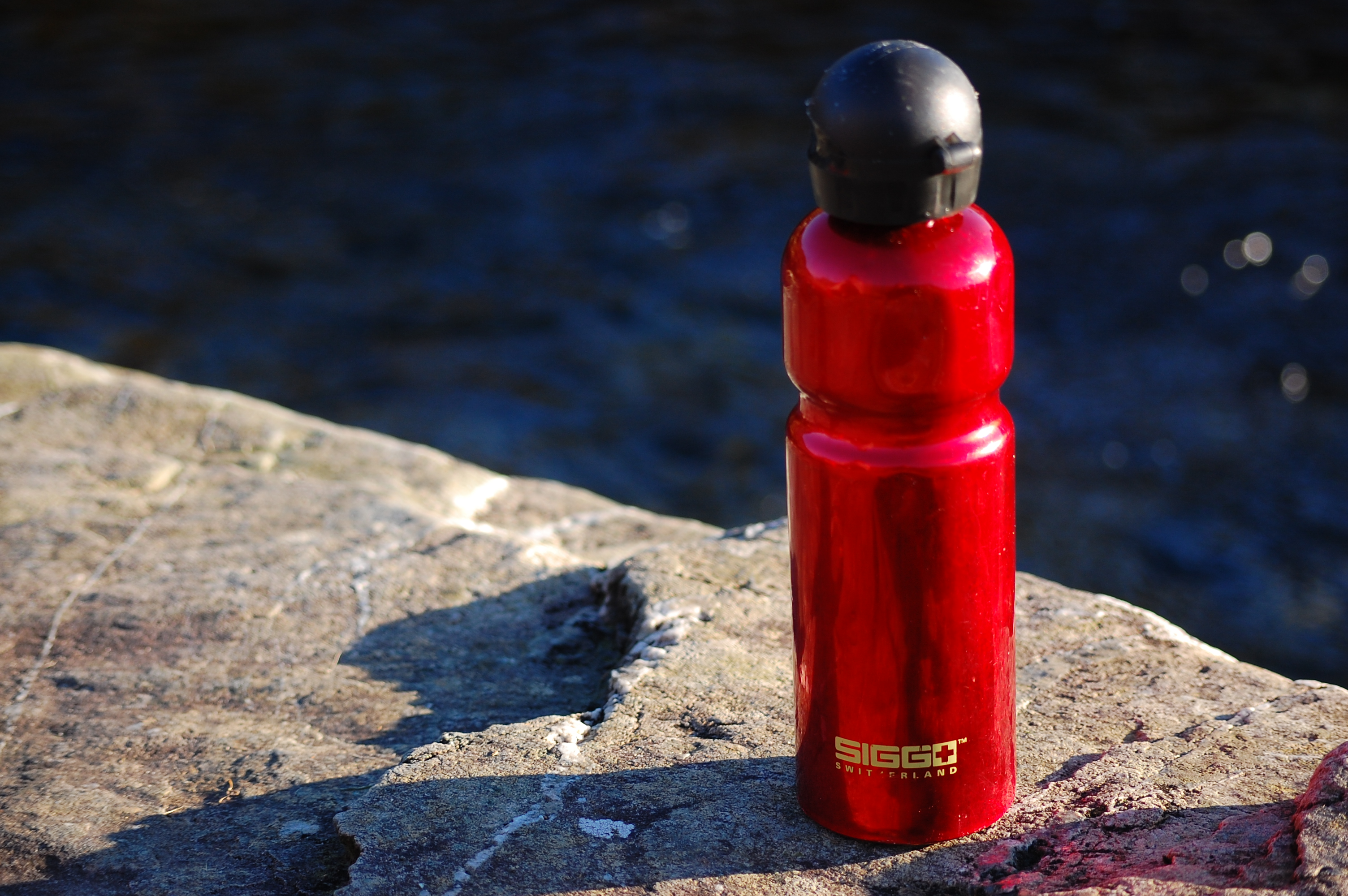
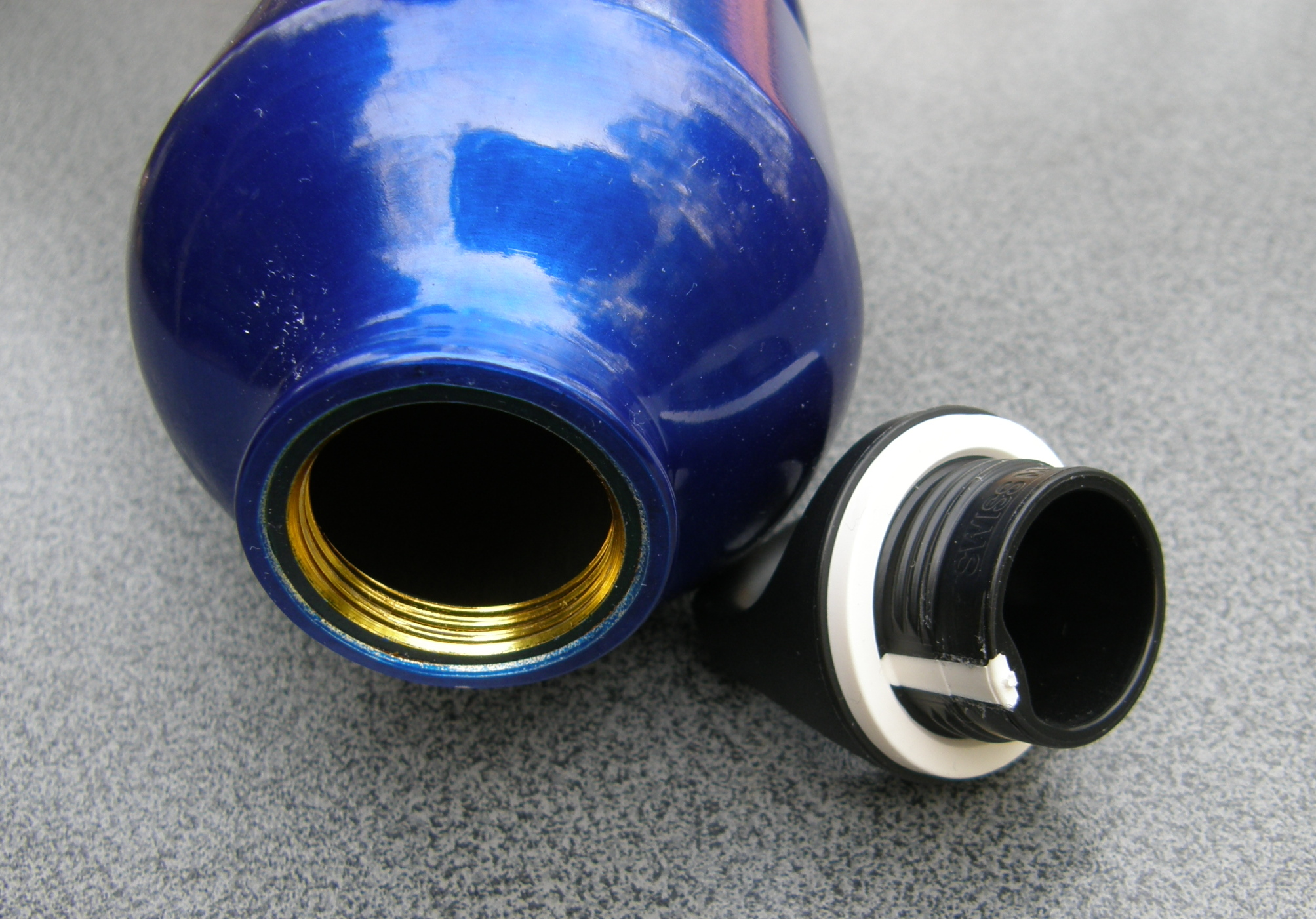
SIGG-Flasche mit Schraubverschluss
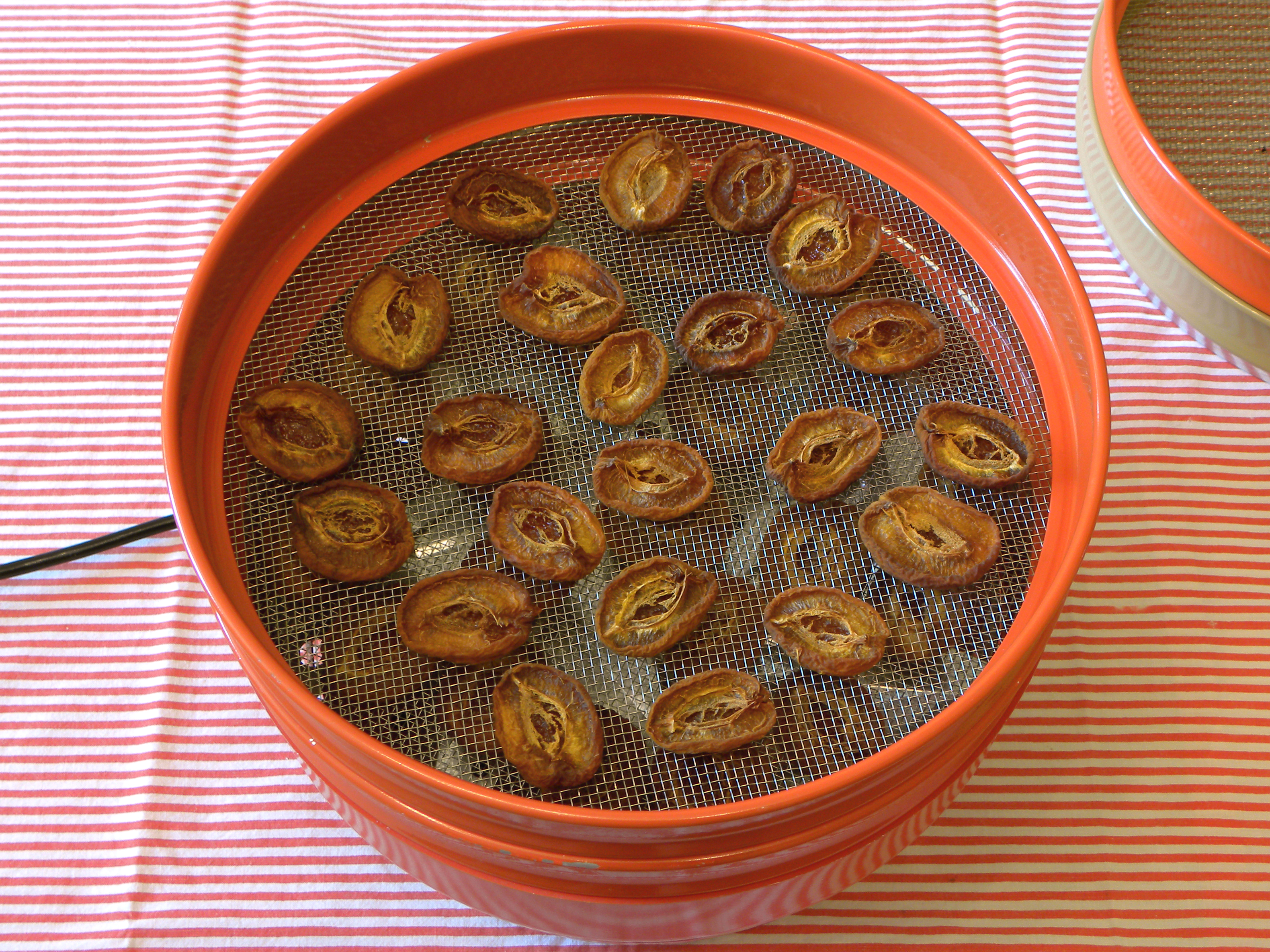
Dörrgerät von SIGG aus den 1980er-Jahren
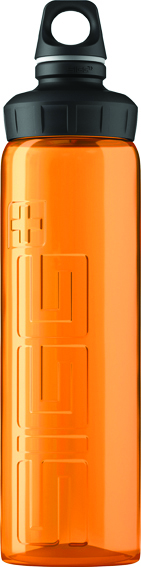
SIGG-Flasche aus Polypropylen
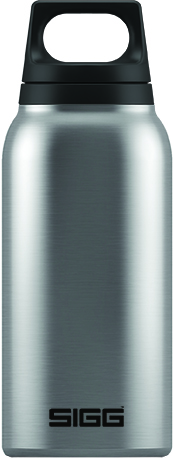
SIGG-Flasche aus Edelstahl